# 福寛美
福 寛美（ふく ひろみ、女性、1962年1月26日 - ）は、日本の民俗学者。専攻は琉球文学・神話学・民俗学。。福は旧姓。本姓・田中。

## 来歴
東京都台東区に生まれる。
1984年に学習院大学文学部国文学科を卒業し、引き続き同大学院に進んで、1990年に博士後期課程を単位取得退学した。2002年「沖縄と本土の信仰にみられる他界観の重層性」で博士（文学）の学位を取得した。法政大学兼任講師・法政大学沖縄文化研究所国内研究員。

## 著書

### 単著
- 『沖縄と本土の信仰に見られる他界観の重層性』（DTP出版） 2003
- 『喜界島・鬼の海域 キガイガシマ考』（新典社新書） 2008
- 『うたの神話学 万葉・おもろ・琉歌』（森話社） 2010
- 『琉球の恋歌 「恩納なべ」と「よしや思鶴」』（新典社新書） 2010
- 『夜の海、永劫の海』（新典社新書） 2011
- 『『おもろさうし』と群雄の世紀 三山時代の王たち』（森話社） 2013
- 『ユタ神誕生』（南方新社） 2013
- 『ぐすく造営のおもろ 立ち上がる琉球世界』（新典社新書） 2015

### 共著
- 『琉球王国と倭寇 おもろの語る歴史』（吉成直樹共著、森話社、叢書・文化学の越境） 2006
- 『琉球王国誕生 奄美諸島史から』（吉成直樹共著、森話社、叢書・文化学の越境） 2007

## 論文
- Cinii